# René de Pierre de Bernis
Pour les articles homonymes, voir Bernis.
Pour les autres membres de la famille, voir Famille de Pierre de Bernis.
René de Pierre, comte de Bernis, né le 23 juillet 1780 à Versailles et mort le 23 février 1838 à Lunel (Hérault), est un homme politique français, est successivement député du Gard, député de la Lozère, puis pair de France.

## Biographie
Chevalier de Malte en 1788, Jacques René Philippe Hypolite de Pierre de Bernis émigre à l'âge de 16 ans, en 1796 et sert parmi les chevaliers de Malte jusqu'à la prise de l'île par Bonaparte en 1798. Il intègre alors l'armée française, et participe aux campagnes de l'an VII et de l'an VIII en Italie. En 1812, on le retrouve à la tête de mouvements royalistes en Provence. Son zèle royaliste est récompensé lors de la première Restauration. Il est nommé successivement sous-lieutenant des gardes du corps du comte d'Artois, puis chef d'escadron le 3 septembre 1814.
Lors du retour de l'île d'Elbe, il part en exil avec la famille royale, puis rejoint le duc d'Angoulême en Espagne afin d'animer la résistance du Midi. Nommé commissaire extraordinaire du roi pour la Lozère et le Gard le 10 juin 1815, il rejoint clandestinement ces départements, et participe à la préparation d'un soulèvement royaliste. Il joue un rôle très actif dans le rétablissement du drapeau blanc dans la région durant la première quinzaine de juillet 1815 et tolère le déchaînement de violences populaires de la Terreur blanche. Élu député du Gard le mois suivant, il doit cependant renoncer au même moment à sa délégation de pouvoir, comme tous les agents du duc d'Angoulême, au moment où le prince finit par céder aux instances du gouvernement parisien et met fin à l'expérience du "gouvernement de Toulouse".
Nommé chevalier de la Légion d'Honneur le 18 octobre 1815, il fait partie de la majorité ultraroyaliste de la Chambre introuvable jusqu'à la dissolution de la Chambre en septembre 1816. Quittant pour un temps l'arène parlementaire, il est nommé la même année inspecteur des gardes nationales de la Lozère en 1816, et continue à exprimer ses convictions ultraroyalistes en défendant par un pamphlet de 1818 son rôle et celui des royalistes lors de la Terreur blanche. Il redevient député en 1820. Soutenant dans un premier temps le comte de Villèle, il fait partie de la contre-opposition de droite à partir de 1825.
Élevé à la pairie le 5 novembre 1827, sa nomination est annulée sous la monarchie de Juillet. Il se retire alors dans le Midi où il dispose d'importantes propriétés, ses revenus annuels étant estimés à 40.000 F en 1818, et meurt à Lunel en 1838.

## Famille
Jacques René Philippe Hypolite de Pierre de Bernis appartient à la famille de Pierre de Bernis. Il est le fils de Pons Simon de Pierre vicomte de Bernis et de sa première épouse, Jeanne Françoise Hyppolite Sophie du Puy Montbrun (?-1782), dame de compagnie de Madame Victoire. Il est le neveu de François de Pierre de Bernis. Il est parent du cardinal de Bernis par son père et par sa mère.
Son aïeul maternel et parrain, Jacques marquis du Puy Montbrun, est le cousin germain du marquis de Condorcet et témoin à son mariage en 1786.
Il est le frère cadet d'Henri Benoît de Pierre de Bernis (1779 Versailles-1843), chevalier de la légion d'honneur.

## Mandats électifs
- Député du Gard (1815-1816)
- Député de la Lozère (1820-1827)
- Pair de France (1827-1830)

## Distinction
- Chevalier de la Légion d'honneur[2]